# Коротанова, Зоя Никитична
Зо́я Ники́тична Корота́нова (Ма́лышева) (26 октября 1927, с. Куриловка, Нижнеломовский уезд, Пензенская губерния, СССР — ?) — птичница госплемзавода «Пачелма» Пачелмского района Пензенской области, Герой Социалистического Труда (1971).

## Биография
Родилась 26 октября 1927 года в селе Куриловка, Нижнеломовский уезд, Пензенская губерния (ныне Вадинского района Пензенской области, Россия).
Окончив начальную школу, в 1941 году трудоустроилась на госплемзавод «Пачелма» Пачелмского района Пензенской области. Окончив в 1943 году школу фабрично-заводского обучения (ФЗО), работала аппаратчицей на Московской стекольной фабрике имени Калинина.
В 1947—1951 годах трудилась птичницей в госплемзаводе «Пачелма». В 1951—1957 годах жила в Свердловской области, в мае 1957 года вернулась на работу птичницей в «Пачелму». В 1970 году вступила в КПСС.
Указом Президиума Верховного Совета СССР от 8 апреля 1971 года «за выдающиеся успехи, достигнутые в развитии сельскохозяйственного производства и выполнении пятилетнего плана продажи государству продуктов животноводства» удостоена звания Героя Социалистического Труда с вручением ордена Ленина и золотой медали «Серп и Молот».
В дальнейшем вышла пенсию, жила в селе Кевдо-Мельситовка Каменского района Пензенской области.
Награждена орденом Ленина (08.04.1971), медалями.